# Ciorani
Ciorani est une commune roumaine du județ de Prahova, dans la région historique de Valachie et dans la région de développement du Sud.

## Géographie
La commune de Ciorani est située dans le sud-est du județ, à la limite avec le județ de Ialomița, sur la rive gauche de la Prahova et sur les rives de la rivière Cricovul Sărat, dans la plaine valaque, à 25 km au nord-ouest de Urziceni et à 43 km au sud-est de Ploiești, le chef-lieu du județ.
La municipalité est composée des deux villages suivants (population en 1992) :
- Cioranii de Jos (4 768), siège de la municipalité ;
- Cioranii de Sus (2 578).

## Politique
| Parti | Parti                           | Sièges |
| ----- | ------------------------------- | ------ |
|       | Parti social-démocrate (PSD)    | 13     |
|       | Parti national libéral (PNL)    | 1      |
|       | Parti Mouvement populaire (PMP) | 1      |

## Religions
En 2002, la composition religieuse de la commune était la suivante :
- Chrétiens orthodoxes, 98,11 % ;
- Pentecôtistes, 1,21 % ;
- Vieux Chrétiens, 0,29 %.

## Démographie
En 2002, la commune comptait 7 146 Roumains (99,77 %).
| 1992  | 2002  | 2007  |
| ----- | ----- | ----- |
| 7 346 | 7 162 | 7 103 |

## Économie
L'économie de la commune repose sur l'agriculture et l'élevage.

## Communications

### Routes
Ciorani est située sur la route nationale DN1D Ploiești-Urziceni.

### Voies ferrées
Ciorani est desservie par la ligne de chemin de fer Ploiești-Urziceni.

## Lieux et monuments
- Église orthodoxe de la Dormition de la Vierge de 1746.